# Hepatozoon canis
Hepatozoon canis é uma espécie de protozoário que parasita leucócitos circulantes de cães. A infecção é adquirida através da transmissão por carrapatos da espécie Rhipicephalus sanguineus em áreas urbanas e do gênero Amblyoma em áreas rurais.

## Ciclo biológico
Carrapato - hospedeiro invertebrado: O carrapato ingere gametócitos de H. canis juntamente com o sangue de animais infectados durante a alimentação. Os gametócitos se desenvolvem na luz do intestino do hospedeiro invertebrado. O gametócito masculino fecunda o feminino, formando o zigoto (móvel). O zigoto atravessa o intestino e chega na cavidade celomática (abdominal) do carrapato, se desenvolve em oocineto e posteriormente em oocisto. Cada oocisto possui, em média, de 8 a 16 esporozoítos.
Cão - hospedeiro vertebrado: A picada do carrapato gera uma reação inflamatória e faz com que o cão morda a região da picada e acabe por ingerir o carrapato ou os parasitas que eventualmente são depositados no local da picada. Na circulação, o oocisto se rompe liberando os esporozoítos, que se desenvolverão em macromerontes no endotélio vascular do baço, fígado e medula óssea. Os macromerontes, após rompidos, liberarão merozoítos que se desenvolverão em micromerontes, também no endotélio. Os microzoítos liberados pelos micromerontes irão invadir os leucócitos circulantes, principalmente os monócitos e irão se diferenciar em gametócitos masculinos e femininos.